# Saperda imitans
Saperda imitans es una especie de escarabajo longicornio del género Saperda, subfamilia Lamiinae. Fue descrita científicamente por Joutel en 1904.
Se distribuye por Canadá y los Estados Unidos. Mide 10-16 milímetros de longitud. El período de vuelo ocurre en los meses de mayo, junio, julio, agosto, septiembre y octubre.